# Neurogen chock
Neurogen chock är en form av medicinsk chock som orsakas av en skada på det sympatiska nervsystemet. Tillståndet orsakas ofta av trauma mot halsryggen där en ryggmärgsskada ovanför 4:e bröstkotan leder till upphävd sympatikusaktivitet och ett dominerande parasympatisk påverkan på kroppens cirkulationssystem. Detta resulterar i en utvidgning av kärlen i kroppen samt minskad hjärtfrekvens vilket leder till sänkt blodtryck.

## Symtom
- Omedelbar sänkning av blodtryck
- Långsam hjärtfrekvens (till skillnad från andra typer av chock där man vanligtvis har en hög hjärtfrekvens)
- Varm torr hud (på grund av kärlvidgningen)
- Ökad andningsfrekvens
- Minskad urinproduktion
- Metvetandepåverkan